# Valle dell'Aniene
La valle dell'Aniene è una regione geografica del Lazio, compresa all'interno della città metropolitana di Roma e di una piccola parte della provincia di Frosinone afferente al bacino idrografico del fiume Aniene, affluente del Tevere che scorre nel Lazio dalle pendici dei Monti Simbruini fino al fondovalle di Tivoli. Il suo territorio ricade all'interno della Comunità montana dell'Aniene, in parte all'interno della Comunità Montana dei Monti Ernici, e in parte in quello della Comunità montana dei Monti Sabini, Tiburtini, Cornicolani e Prenestini. Il tratto che ricade tra le sorgenti e Subiaco è tutelato dal Parco naturale regionale Monti Simbruini, mentre quello che ricade tra il G.R.A. e la foce è tutelato dalla Riserva naturale Valle dell'Aniene.

## Geografia fisica

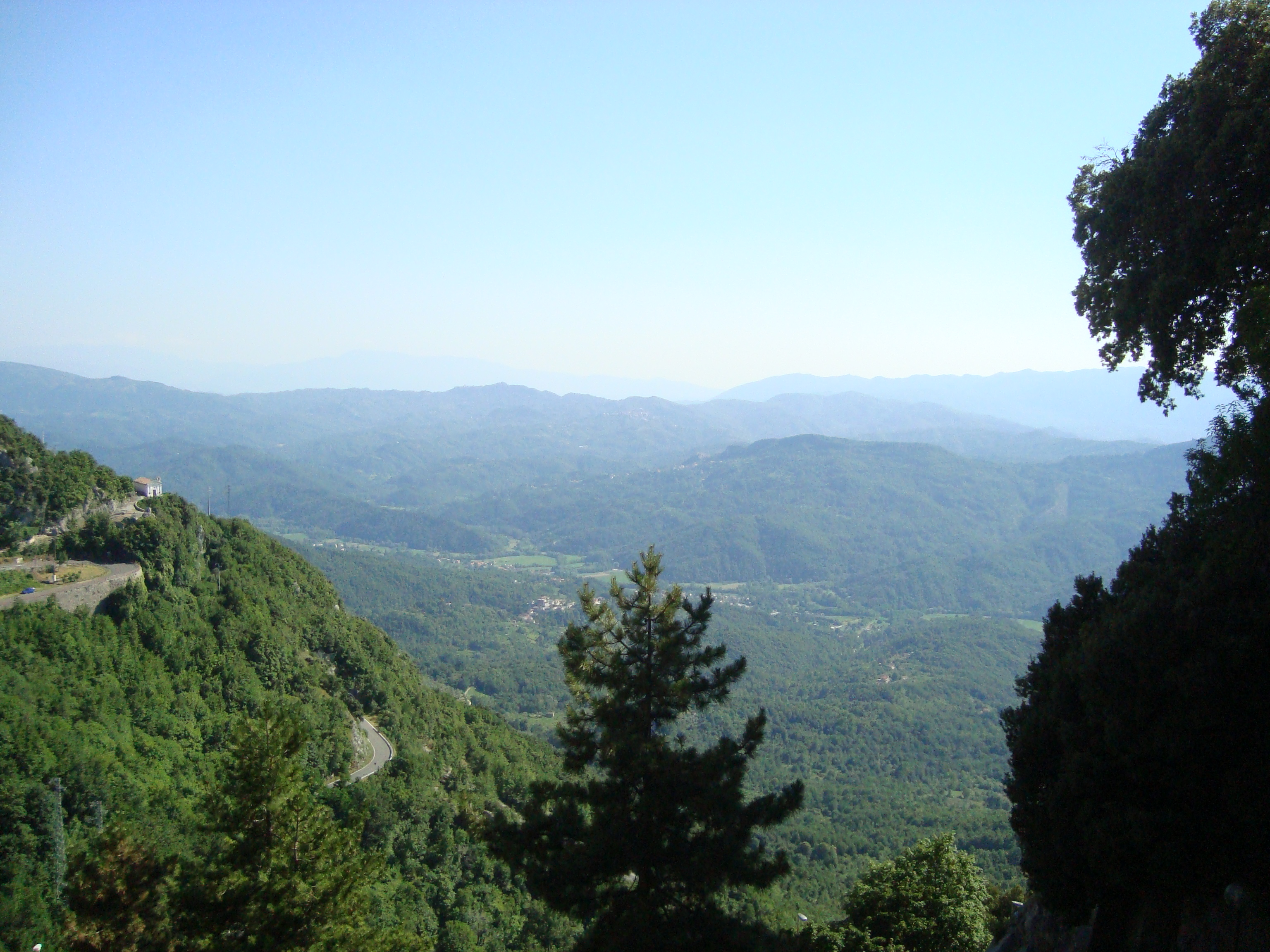
Vista verso Subiaco e l'alta Valle dell'Aniene da Cervara di Roma

Il territorio, piuttosto vasto e articolato, può essere suddiviso in alto corso (dalle sorgenti sui Monti Simbruini fino a Subiaco, separando questi ultimi dai Monti Affilani), medio corso (da Subiaco a Tivoli separando Monti Lucretili dai Monti Ruffi) e basso corso (da Tivoli a Roma) del fiume. Ad est confina con la zona abruzzese della Piana del Cavaliere, ad ovest con la Campagna romana, a sud con la media Valle Latina (valle del Sacco), a nord con la bassa Sabina. Si presenta a tratti impervia e boscosa, mentre a bassa quota e nel fondovalle è presente a tratti l'olivo. Centri abitati importanti che si affacciano sulla valle sono Tivoli, Castel Madama, Roccagiovine, Licenza, Vicovaro,  Mandela, Subiaco. Altri centri sono: Agosta, Roviano, Arsoli, Riofreddo, Cineto Romano, Anticoli Corrado, Saracinesco, Marano Equo, Cervara di Roma, Vivaro Romano, Vallinfreda. 

### Clima
Il clima della valle è submontano e a tratti continentale, divenendo via via più freddo e con maggiori escursioni termiche addentrandosi all'interno o salendo di quota.

## Storia

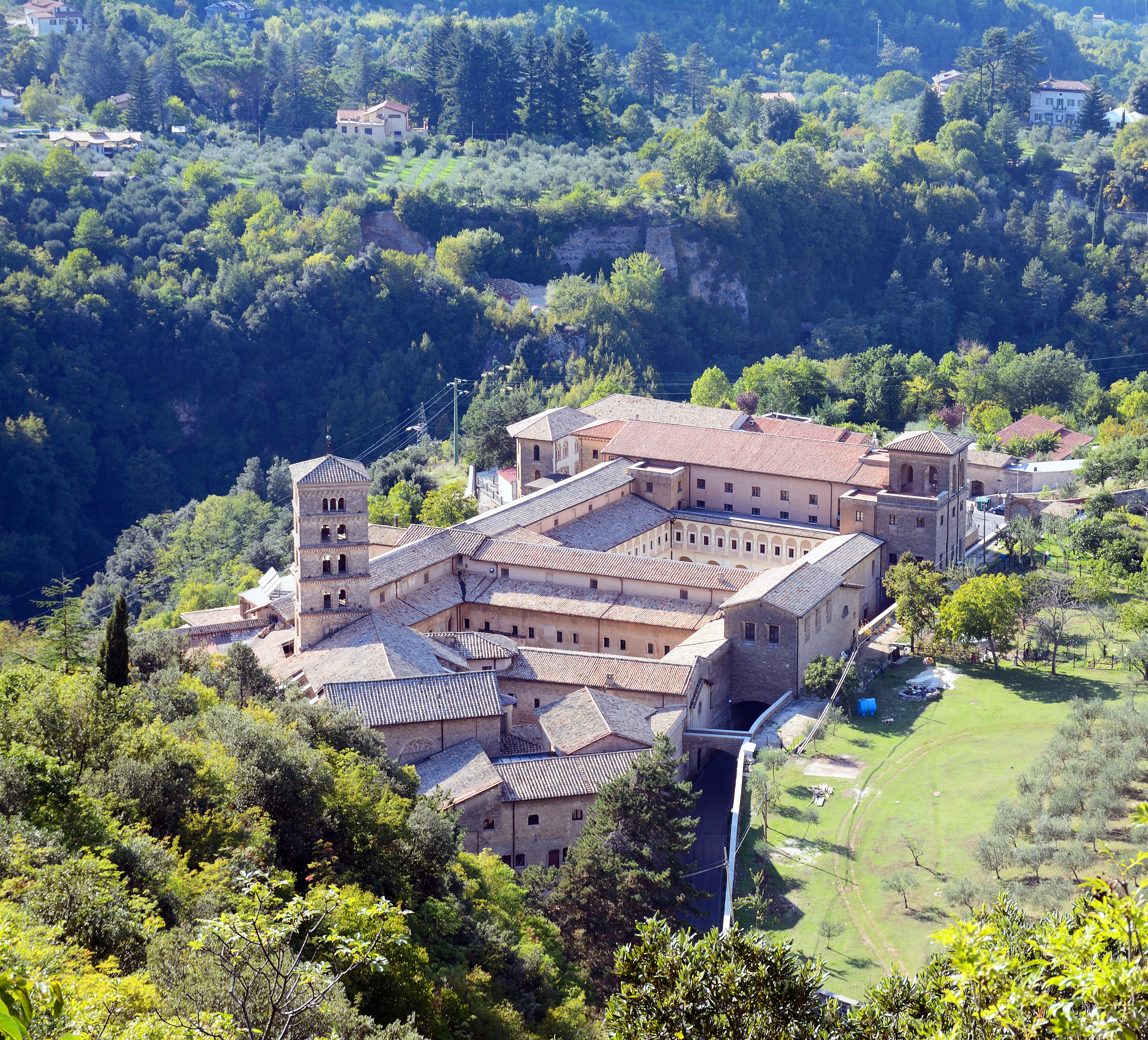
Monastero di Santa Scolastica (Subiaco)

Il territorio ha fatto parte per lungo tempo dello Stato della Chiesa o Stato Pontificio dall'Alto Medioevo fino all'Unità d'Italia del 1860.

## Economia
La zona non presenta grosse aree industriali, tranne che nella zona a valle di Tivoli. Diffuso è il pendolarismo verso la Capitale grazie anche alle infrastrutture presenti. Diffusa è anche la coltura dell'ulivo.

## Infrastrutture e trasporti
È attraversata in buona parte dall'Autostrada A24 Roma-Teramo, dalla Strada Statale 5 Tiburtina, (uscite Tivoli, Castel Madama e Vicovaro-Mandela) e dalla ferrovia Roma-Pescara.

## Monumenti e luoghi di interesse

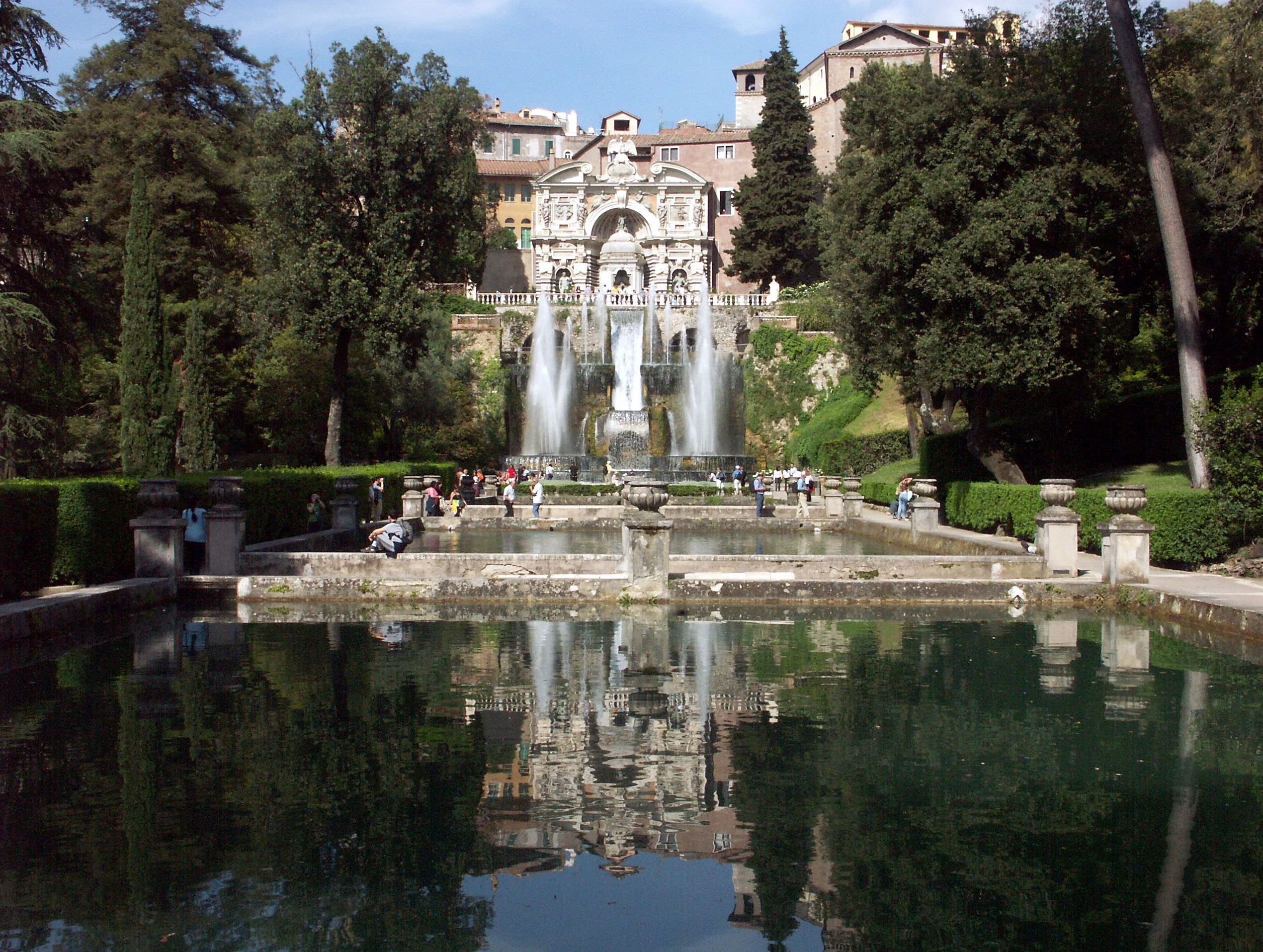
Villa d'Este di Tivoli

- Monastero di Santa Scolastica (Subiaco)
- Monastero di San Benedetto (Subiaco)
- Civico museo d'arte moderna e contemporanea (Anticoli Corrado)
- Castello Garibaldi di Riofreddo
- Castello Massimo di Arsoli
- Castello di Roviano
- Villa Gregoriana (Tivoli)
- Villa d'Este (Tivoli)
- Villa Adriana (Tivoli)